# Sialang Rindang
Sialang Rindang is een bestuurslaag in het regentschap Rokan Hulu van de provincie Riau, Indonesië. Sialang Rindang telt 2610 inwoners (volkstelling 2010).